# Jon Ander López Maquiera
Jon Ander López Maquiera (Barakaldo, 6 de setembre de 1976 - Sestao 6 de gener de 2013) fou un futbolista basc, que ocupà la posició de porter.

## Trajectòria
Comença a destacar al filial del Racing de Santander, amb qui juga la campanya 95/96. En finalitzar, marxa al CD Baskonia, el tercer equip de l'Athletic Club, i per la temporada 97/98 recala al Barakaldo CF.
El 1998 fitxa per la SD Eibar, de Segona Divisió. Eixa temporada disputa 14 partits, però a la següent és titular, amb 30 aparicions. L'estiu del 2000 fitxa pel Reial Valladolid. Amb els castellans hi roman tres temporades, amb una cessió al Llevant UE pel mig, però en cap d'elles arriba a debutar a la màxima categoria.
La temporada 04/05 juga amb la UD Salamanca a Segona Divisió. A partir d'eixe moment, la seua carrera prossegueix per equips més modestos: Real Jaén (2005), Écija Balompie (2006) i Lucena CF (06/07). Al març del 2007 aconsegueix la presidència d'aquest darrer conjunt, acompanyat d'una sèrie d'inversors locals. A l'any següent, els problemes econòmics afecten al Lucena, deixant el càrrec.
El 6 de gener de 2013 va morir a causa d'un infart.